# Тайна (Забайкальский край)
Та́йна — село в Газимуро-Заводском районе Забайкальского края России. Входит в состав сельского поселения «Газимуро-Заводское». Основано в 1773 году.

## География
Село находится в южной части района, на берегах реки Тайна (приток Газимура), на расстоянии примерно 5 км (по прямой) к северо-востоку от села Газимурский Завод, административного центра района. Абсолютная высота — 701 м над уровнем моря.
Климат
Климат характеризуется как резко континентальный с продолжительной морозной зимой и тёплым летом. Средняя температура воздуха самого холодного месяца (января) составляет от −28 °C до −32 °C; средняя температура самого тёплого месяца (июля) — 18 °C — 20 °C. Среднегодовое количество атмосферных осадков составляет 320 мм.
Часовой пояс
Село Тайна находится в часовой зоне МСК+6. Смещение применяемого времени относительно UTC составляет +9:00.

## Население
| 1989 | 2002 | 2010 | 2021 |
| ---- | ---- | ---- | ---- |
| 657  | ↘602 | ↘576 | ↘448 |

Половой состав
По данным Всероссийской переписи населения 2010 года, в гендерной структуре населения мужчины составляли 51,4 %, женщины — соответственно 48,6 %.
Национальный состав
Согласно результатам переписи 2002 года, в национальной структуре населения русские составляли 100 % из 602 чел.

## Улицы
| - ул. Береговая, - ул. Епифанцева, - ул. Заречная, - ул. Партизанская, | - ул. Погодаева, - ул. Центральная, - ул. Чугуевского, - пер. Юбилейный. |

## Инфраструктура
В селе функционируют основная общеобразовательная школа, детский сад, дом культуры и фельдшерско-акушерский пункт.